# Ludwig von Leonrod
Le baron Ludwig von Leonrod, né le 17 septembre 1906 à Munich et mort le 26 juillet 1944 à la prison de Plötzensee à Berlin, est un officier allemand qui participa à l'attentat contre Hitler, le 20 juillet 1944.

## Biographie
Ludwig von Leonrod appartient à une famille de noblesse ancienne de Souabe et de Franconie, les barons de Leonrod. Son père Wilhelm est d'abord aide-de-camp personnel du régent et futur roi Louis de Bavière, puis il est nommé maréchal de la Cour en 1912 et Oberhofmeister de la Cour en 1915. Sa mère, née baronne Clara von Sazenhofen appartient aussi à une famille d'ancienne noblesse.
Selon la tradition familiale, Ludwig von Leonrod embrasse la carrière militaire après ses études secondaires, à l'époque de la république de Weimar. Il entre le 1er avril 1926 au 17e régiment de cavalerie de Bavière, où il fait la connaissance du comte Claus von Stauffenberg. Il est nommé lieutenant en 1930 et capitaine en 1937.
Ludwig von Leonrod est décoré de la croix de fer en 1941, alors que commandant d'une unité, il remplit victorieusement une mission d'éclaireur et est blessé. Il est à nouveau blessé par une mine au début de 1942 et il est soigné à Munich, puis cantonné au VIIe district militaire dépendant de Munich, car dans l'impossibilité au vu de son état de santé de combattre au front. Il épouse en 1943 la baronne Monika von Twickel (née en 1908).
C'est à l'automne 1943 que Leonrod reprend contact avec Stauffenberg, afin d'élaborer des projets contre Hitler, mais Staufenberg ne veut pas impliquer directement son ami pour le protéger. Il l'informe toutefois en décembre d'un projet de coup d'État et Leonrod, fervent catholique, pose la question de la justification morale et théologique du tyrannicide au vicaire Hermann Josef Wehrle.
Leonrod est censé jouer le rôle d'officier de liaison entre le VIIe district et Berlin. Il est à Berlin pour une formation d'officiers d'état-major lorsque l'attentat contre Hitler a lieu. Il est arrêté le lendemain.
Défendu par l'avocat désigné d'office Rudolf Maeder, il est condamné à mort pour haute trahison par le tribunal politique du Volksgerichtshof, le 21 août 1944, en même temps que le comte Ulrich Wilhelm Schwerin von Schwanenfeld, Fritz Thiele, Friedrich Gustav Jaeger et Joachim Sadrozinski. Il est exécuté par pendaison le 26 août 1944 à la prison de Plötzensee.

## Héritage

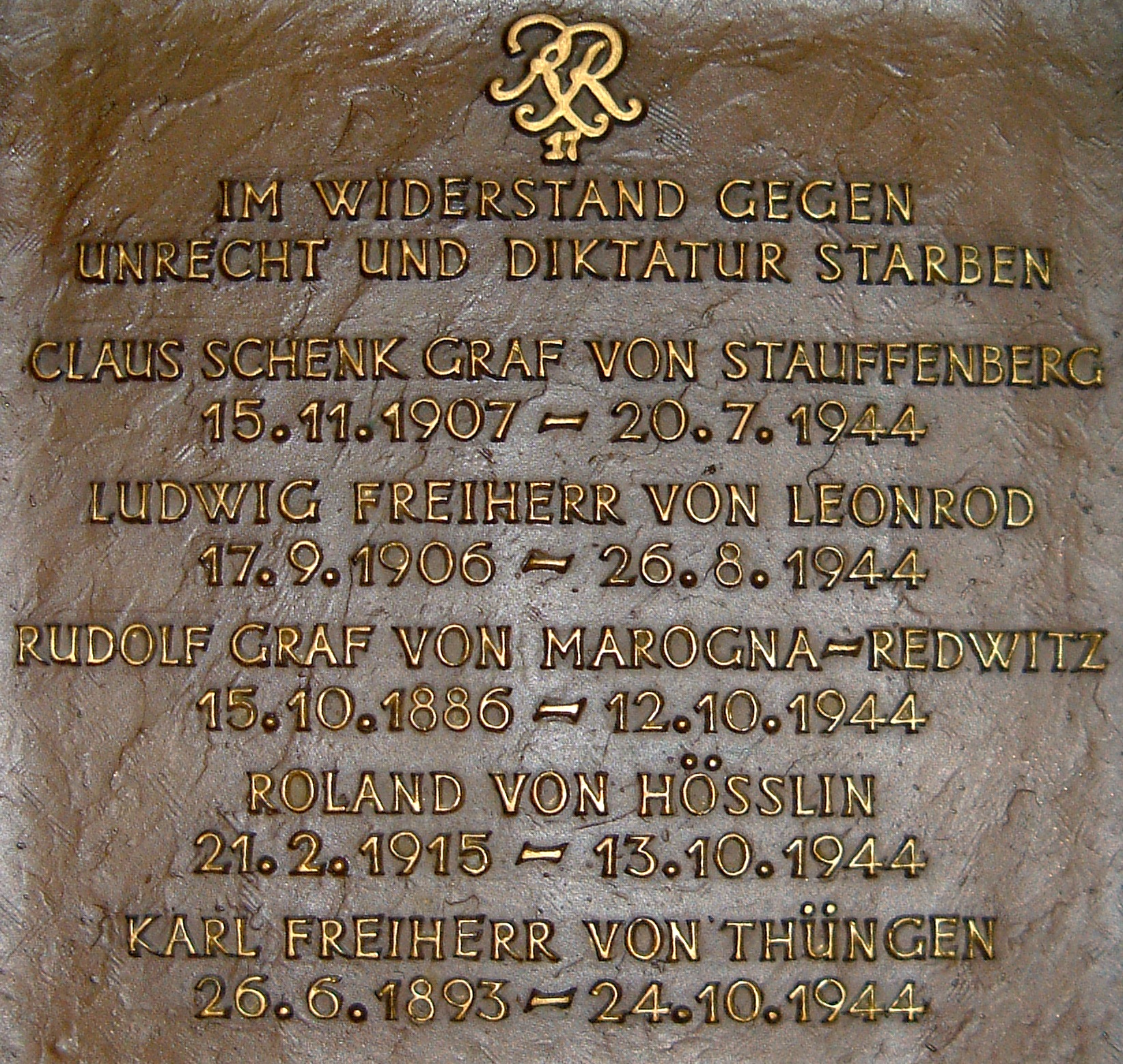
Plaque en l'honneur des cinq chevaliers de Bamberg à la cathédrale de Bamberg

Sa veuve épouse en 1948 le baron Johann von Wiedersperg et à sa naissance en 1950 leur fils aîné obtient le droit du tribunal de porter le nom de Wiedersperg-Leonrod, en l'honneur de Ludwig von Leonrod.
Une plaque rappelant la mémoire des cinq chevaliers catholiques de Bamberg, dont Leonrod, se trouve à la cathédrale de Bamberg.